# Aleksandr Petrov
Aleksandr Petrov (Александр Петров), född 17 juli 1957 i Pretjistoje, Jaroslavl oblast, är en rysk regissör av animerad film. Han är specialiserad på kortfilmer målade med olja på glas, en teknik som innebär att varje film tar flera år att göra. Han är utbildad vid Allryska statliga kinematografiska institutet och uppmärksammades internationellt med sin film Korova från 1989. Han har därefter släppt nya kortfilmer med några års mellanrum. De flesta av Petrovs filmer har litterära förlagor. Han har blivit nominerade till Oscar för bästa animerade kortfilm fyra gånger, och tilldelades priset vid Oscarsgalan 2000 för Den gamle och havet.

## Filmografi
- Marathon (Марафон) (1988)
- Korova (Корова) (1989)
- Son smesjnovo tjeloveka (Сон смешного человека) (1992)
- Rusalka (Русалка) (1997)
- Den gamle och havet (The old man and the sea) (1999)
- Fuyu no hi (冬の日) (2003)
- Moja Ljubov (Моя любовь) (2006)
- Zjar-ptitsa (Жар-птица) (2014)